# FC Dacia Buiucani
FC Dacia Buiucani är en fotbollsklubb i Buiucani i Moldavien som grundades 1997.

## Meriter
- Divizia A
tvåa (1): 2019
- Divizia B
tvåa (1): 2018

## Placering tidigare säsonger
| Säsong  | Nivå | Liga              | Placering | Referens | Notering                          |
| ------- | ---- | ----------------- | --------- | -------- | --------------------------------- |
| 2018    | 3    | Divizia B         | 2         | [ 1 ]    | Uppflyttad till Divizia A         |
| 2019    | 2    | Divizia A         | 2         | [ 2 ]    | Uppflyttad till Divizia Națională |
| 2020/21 | 1    | Divizia Națională | 5         | [ 3 ]    | Nedflyttad till Divizia A         |
| 2021/22 | 2    | Divizia A         | 3         |          | Uppflyttad till Superligan        |
| 2022/23 | 1    | Superligan        | 7         | [ 4 ]    |                                   |
| 2023/24 | 1    | Superligan        | 6         | [ 5 ]    |                                   |

## Nuvarande spelartrupp
- Senast uppdaterad 28 september 2022[6]

| Nr | Land      | Pos | Namn                |
| -- | --------- | --- | ------------------- |
| 1  | Moldavien | MV  | Victor Dodon        |
| 2  | Moldavien | F   | Denis Baciu         |
| 3  | Moldavien | F   | Gheorghe Brinzaniuc |
| 4  | Moldavien | F   | Vitalie Dumbrava    |
| 5  | Moldavien | F   | Mihail Tipac        |
| 6  | Moldavien | MF  | Dumitru Renita      |
| 7  | Moldavien | MF  | Dumitru Bivol       |
| 8  | Moldavien | MF  | Vasile Bitlan       |
| 9  | Moldavien | MF  | Dumitru Demian      |
| 10 | Moldavien | A   | Nicolae Nemerenco   |
| 11 | Moldavien | MF  | Ilie Botnari        |
| 12 | Moldavien | MV  | Sebastian Agachi    |
| 14 | Moldavien | F   | Roman Bejan         |
| 16 | Moldavien | MF  | Daniel Dosca        |
| 17 | Moldavien | A   | Oleg Martin         |

| Nr | Land      | Pos | Namn               |
| -- | --------- | --- | ------------------ |
| 18 | Moldavien | F   | Vadim Cravcescu    |
| 19 | Moldavien | MF  | Alexandru Macovei  |
| 20 | Moldavien | MF  | Dan Harea          |
| 22 | Moldavien | A   | Vadim Crîcimari    |
| 23 | Moldavien | A   | Ion Postica        |
| 27 | Moldavien | F   | Ion Ghimp          |
| 28 | Moldavien | A   | Nicu Namolovan     |
| 29 | Moldavien | F   | Alexandru Gutium   |
| 31 | Moldavien | A   | Dionisie Pasa      |
| 44 | Moldavien | F   | Maxim Cojocaru     |
| 58 | Moldavien | MF  | Artur Pătraș       |
| 71 | Moldavien | MF  | Cristian Pascaluta |
| 82 | Moldavien | MV  | Eduard Valuta      |
|    | Moldavien | F   | Maxim Focșa        |